# Carlos Blanco Galindo
Carlos Blanco Galindo (Cochabamba, Bolivia; ídem. 12 de marzo de 1882-2 de octubre de 1943) fue un militar y político que asumió el gobierno de Bolivia como presidente de la Junta Militar entre los años 1930 y 1931.

## Biografía
Nació en Cochabamba el 2 de marzo de 1882, hijo de Cleómedes Blanco y de Edelmira Galindo, su esposa fue Alicia D’arlach. Luego de estudiar sin concluir la profesión de abogado, hizo estudios militares en escuelas del ramo, en Argentina, egresando como subteniente. Terminados sus estudios, fue profesor en el Colegio Militar del Ejército de la ciudad de La Paz y en la Escuela de Guerra, haciendo una honrosa carrera hasta alcanzar el grado de General. Fue asimismo, Coronel Honorario del Ejército peruano.
Hijo predilecto de Cochabamba, “Doctor Honoris Causa” de la Universidad Mayor de San Simón, Jefe del Estado Mayor General, Delegado Plenipotenciario en la Conferencia de Paz del chaco.

## Ascenso al poder

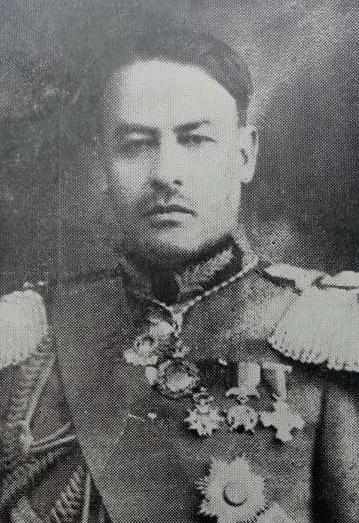
Carlos Galindo

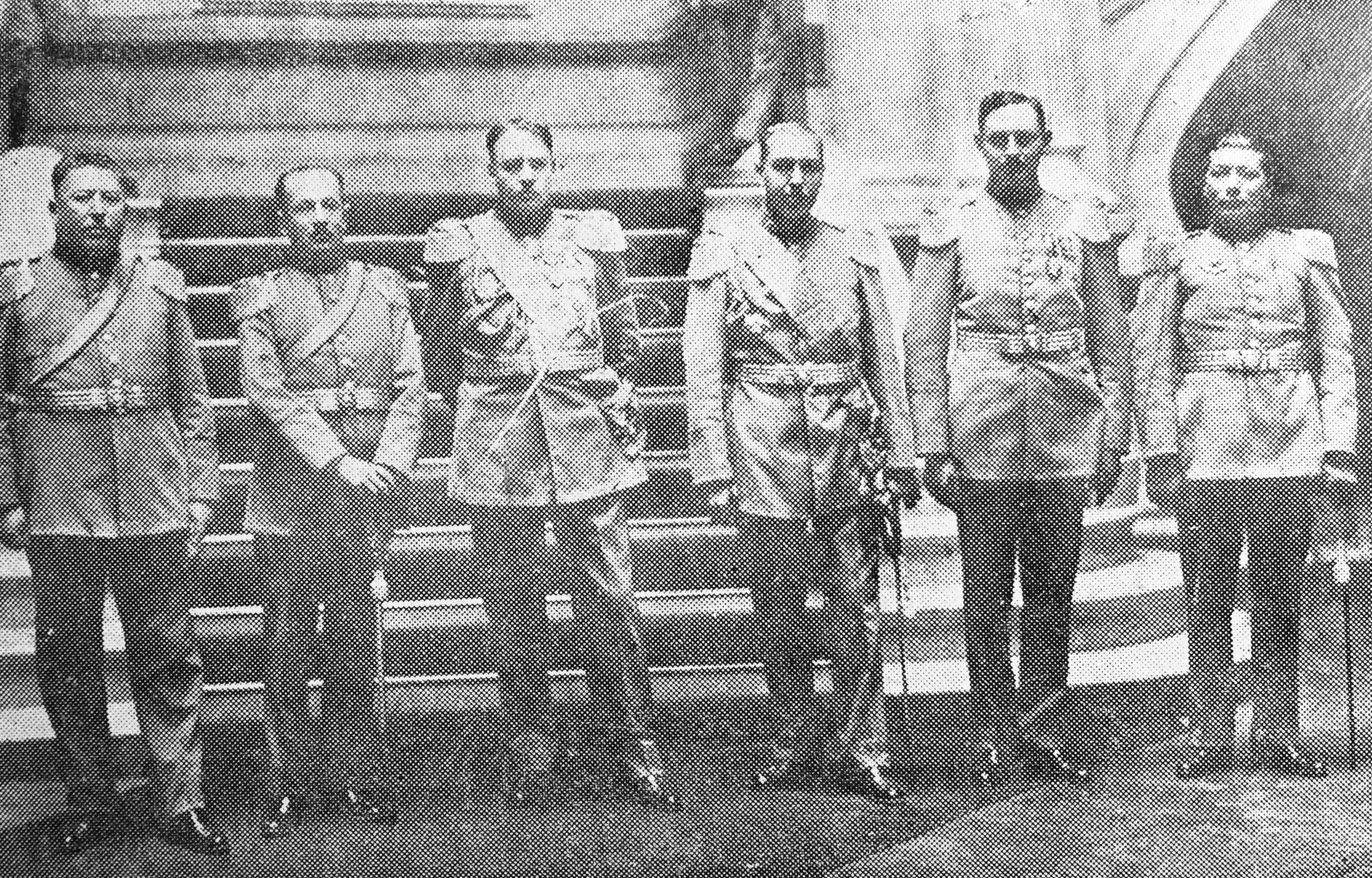
Miembros de la Junta de Bolivia 1930-1931.

Llegó al mando presidencial como presidente interino el 25 de junio de 1930 y permaneció en el cargo hasta el 5 de marzo de 1931.
Blanco Galindo produjo la recomposición política de la oligarquía. El suyo fue un gobierno de transición. No hizo obras porque su gobierno fue provisorio.
El 25 de julio de 1930 fue designado presidente de la Junta de Gobierno conformada a la caída del presidente Hernando Siles Reyes. Su gobierno fue breve, habiéndose ocupado de reformar la Constitución para decidir que el presidente de la república sólo puede ser reelegido después de dos períodos posteriores al suyo: se concedió, asimismo, la autonomía universitaria, mediante referéndum.
Convocó a elecciones generales, que fueron ganadas por la fórmula de Daniel Salamanca, republicano genuino, y José Luis Tejada Sorzano, liberal.
El 5 de marzo de 1931, la Junta entregó la presidencia a  Daniel Salamanca, y Blanco Galindo fue nombrado Embajador ante la Santa Sede, y luego Ministro Plenipotenciario en Suiza. Posteriormente fue Prefecto de Cochabamba y finalmente Ministro de Defensa.
Falleció en Cochabamba el 2 de octubre de 1943 a los 61 años. 
Sus restos descansan en el Mausoleo de la Familia Blanco Galindo, ubicado en el Cementerio General de Cochabamba, por sus valores patrimoniales está citado en la Ley Municipal Nro 503/2019 que declara al Cementerio General de Cochabamba Patrimonio Arquitectónico, Histórico y Cultural del Municipio de Cochabamba.

## Datos estadísticos

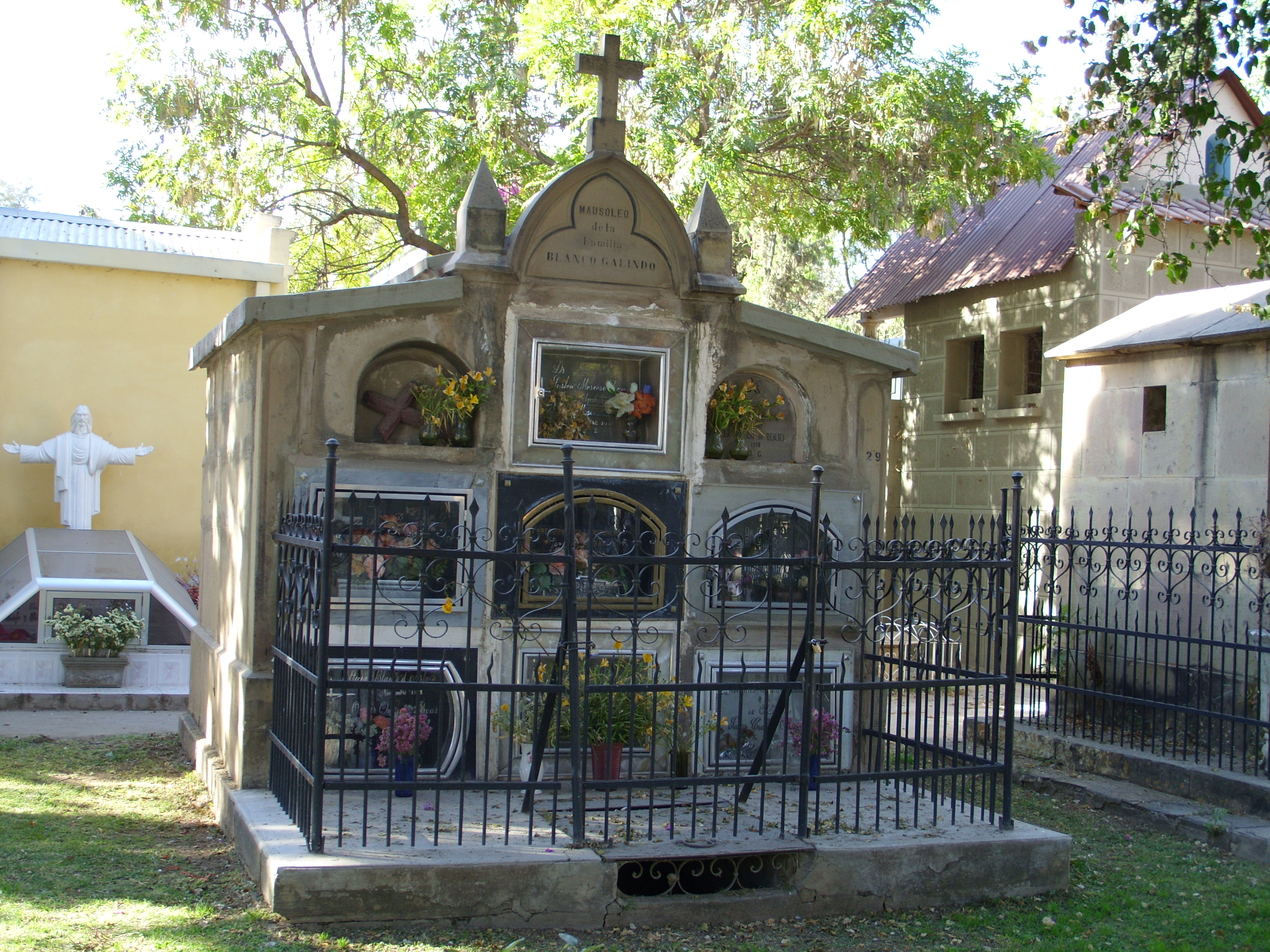
Mausoleo de la Flia. Blanco Galindo en el Cementerio General de Cochabamba

### Demografía
| Población de Bolivia durante el gobierno de Carlos Blanco Galindo | Población de Bolivia durante el gobierno de Carlos Blanco Galindo |
| Año                                                               | Habitantes                                                        |
| ----------------------------------------------------------------- | ----------------------------------------------------------------- |
| 1930                                                              | 2 329 079                                                         |
| 1931                                                              | 2 347 834                                                         |